# Thelma Alper
Thelma Gorfinkle Alper (24 de julio de 1908-30 de julio de 1988) fue una psicóloga clínica estadounidense.

## Educación
Recibió su B.A. y M.A. por la Universidad de Wellesley en 1929 y 1933 respectivamente. En 1943, devino la undécima mujer , y primera mujer judía, en recibir un Ph.D de Harvard.

## Carrera
Empezó su trabajo en Harvard como tutora e instructora. Nunca se le ofrecería una cátedra por mujer , y en 1948, dimite de Harvard. Entonces deviene profesora asociada en la Clark Universidad, pero debido a un miembro familiar enfermo, dejó esa posición también y aceptó en la Wellesley Universidad.

## Legado
Creó una medida para estudiar motivación de consecución en mujeres.

## Premios
Fue Presidenta del Massachusetts Asociación Psicológica y dos capítulos de Phi Beta Kappa.